# Elecciones estatales de Maranhão de 2022
Las elecciones estatales en Maranhão en 2022 se realizaron el 2 de octubre, como parte de las elecciones generales en el Distrito Federal y 26 estados, para elegir un gobernador y un vicegobernador, un senador y dos senadores suplentes, 18 diputados federales y 42 estatales. En la elección para el ejecutivo, el entonces gobernador Carlos Brandão del Partido Socialista Brasileño (PSB) fue reelecto en primera vuelta con el 51,29% de los votos, mientras que Lahesio Bonfim del Partido Social Cristiano (PSC) quedó en segundo lugar con el 24,87% de los votos, siendo este la cuarta elección para gobernador de Maranhão a ser decidida en primera vuelta. Por una reforma en la Constitución Federal, el gobernador fue elegido por un período de cuatro años a partir del 1 de enero de 2023, y con la aprobación de la Enmienda Constitucional No. 111, finalizará el 6 de enero de 2027.
En la elección para el Senado Federal, donde se renovó un tercio de los 81 escaños, el exgobernador Flávio Dino del Partido Socialista Brasileño (PSB) resultó electo con el 62,41% de los votos, heredando el escaño de su opositor Roberto Rocha del Partido Laborista Brasileño (PTB), que quedó en segundo lugar con el 35,56% de los votos.

## Calendario electoral
| Calendario electoral             | Calendario electoral |
| -------------------------------- | --- |
| 15 de mayo                       | Inicio del financiamiento de precandidatos                                                                                         |
| 20 de julio al 5 de agosto       | Convenciones partidarias para elegir candidatos y coaliciones                                                                      |
| 16 de agosto al 30 de septiembre | Periodo de exhibición de propaganda electoral gratuita en radio, televisión e internet relacionada con la primera vuelta.          |
| 2 de octubre                     | Primera vuelta de las elecciones                                                                                                   |
| 7 al 28 de octubre               | Periodo de exhibición de propaganda electoral gratuita en radio, televisión e internet relacionada con una posible segunda vuelta. |
| 30 de octubre                    | Segunda vuelta electoral |
| hasta el 19 de diciembre         | Entrega de credenciales a los elegidos por la Justicia Electoral                                                                   |

## Candidatos a Gobernador
- Carlos Brandão (PSB): Candidato a la reelección y nacido en Colinas, Carlos Brandão es licenciado en medicina veterinaria por la UEMA, habiendo trabajado como empresario en el sector de agronegocios y comunicaciones. En la década de 1990 fue asesor, subsecretario y jefe de gabinete en diversas carteras de la administración pública estatal, así como secretario estatal de Medio Ambiente en el gobierno de Roseana Sarney y secretario jefe de la Casa Civil y de la Gobernación en el año siguientes. Fue elegido diputado federal por dos mandatos consecutivos en 2006 y 2010, y en 2014 y 2018 fue electo vicegobernador de Maranhão en la dupla con Flávio Dino, asumiendo definitivamente el cargo tras la renuncia del titular por la contienda senatorial en 2022. Su candidato a vicegobernador es el profesor universitario y fiscal federal Felipe Camarão (PT), secretario de Estado de Educación de 2016 a 2022. El PSB lanzó la candidatura de Carlos Brandão en una convención realizada el 30 de julio.[6]
- Edivaldo Holanda Júnior (PSD): Nacido en São Luís, se graduó en derecho en la Universidad de Ceuma, habiendo trabajado como abogado. Hijo del diputado estadual Edivaldo Holanda, fue elegido concejal de São Luís en 2004 y 2008, y en 2010 fue elegido diputado federal. En 2012, se postuló para la alcaldía de São Luís, venciendo al candidato a la reelección João Castelo en la segunda vuelta, y en 2016, fue reelegido en la carrera contra Eduardo Braide, también en la segunda vuelta. Su dupla es la pedagoga Andrea Heringer. El PSD lanzó la candidatura de Edivaldo Holanda Júnior en una convención realizada el 30 de julio.[7]
- Enilton Rodrigues (PSOL): Nacido en Arame, Enilton Rodrigues es ingeniero forestal de la Universidad de Brasilia (UnB) y se desempeñó como asesor de los órganos colegiados de la institución. En 2020 fue candidato a concejal por el municipio de Arame, no logrando ser elegido. Su candidata a vicegobernadora es la pedagoga Pedra Celestina. PSOL lanzó la candidatura de Enilton Rodrigues en una convención realizada el 5 de julio.[8]
- Frankle Costa (PCB): Nacido en Imperatriz, es un servidor público municipal. En 2020 fue candidato a vicealcalde de Imperatriz junto con Sandro Ricardo, quedando en último lugar. El candidato a vicegobernador es el fotógrafo y activista político José Pereira Barbosa, Zé JK. El PCB lanzó la candidatura de Frankle Costa en una convención realizada el 26 de julio.[9]
- Hertz Dias (PSTU): Nacida en São José de Ribamar, es licenciada en historia, siendo docente en el sistema escolar público municipal y estadual, además de co-fundadora de los movimientos Hip-Hop Quilombo Urbano y Hip-Hop. Hop Quilombo Brasil. En 2018, fue candidato a vicepresidente de la república en la boleta de Vera Lúcia Salgado, ubicándose en el puesto 11, y en 2020, se postuló a la alcaldía de São Luís, ubicándose último. El candidato a vicegobernaor es el operador portuario Jayro Mesquita. El PSTU lanzó la candidatura de Hertz Dias en una convención realizada el 26 de julio.[10]
- Lahesio Bonfim (PSC): Nacido en Marcos Parente, Piauí, se graduó en medicina en la UEPI, habiendo actuado como médico en oposición en la IFMA y en el municipio de Balsas. En 2008 se postuló para alcalde de su ciudad natal, sin ser elegido. En 2016, fue elegido alcalde de São Pedro dos Crentes, compitiendo contra Wanessa Arruda, y fue reelegido en 2020, compitiendo contra Leila Coutinho. El candidato a vicegobernador es el médico y profesor universitario Gutemberg Araújo, concejal del municipio de São Luís por cinco mandatos consecutivos desde 2005. El PSC lanzó la candidatura de Lahesio Bonfim en una convención realizada el 31 de julio.[11]
- Joás Moraes (DC): Nacido en Imperatriz, se graduó en Letras en la UEMA, desempeñándose como profesor asistente en la UEMASUL y asesor técnico en gestión pública. En 2006 fue candidato a diputado estadual, al no lograr ser electo. El candidato a vicegobernador es el empresario Ricardo Medeiros, exsubsecretario de Obras y Servicios Públicos de São Luís. DC lanzó la candidatura de Joás Moraes en una convención realizada el 5 de julio.[12]
- Simplício Araújo (SD): Nacido en Bacabal, Simplício Araújo se graduó en análisis de sistemas, además de haber trabajado como locutor y empresario. En 2010 fue electo diputado federal, no pudiendo ser reelegido en 2014. Entre 2015 y 2021, fue secretario de Estado de Industria y Comercio en el gobierno de Flávio Dino, y en 2018, cuando volvió a postularse para diputado federal, pasó a ser suplente. La candidata a vicegobernadora es la nutricionista Marly Tavares, concejala del Ayuntamiento de Pedreiras. Solidaridad lanzó la candidatura de Simplício Araújo en una convención realizada el 27 de julio.[13]
- Weverton Rocha (PDT): Nacido en Imperatriz, Weverton Rocha es licenciado en administración de empresas por la Faculdade São Luís, habiendo trabajado como activista estudiantil y vicepresidente regional de la UNE en Maranhão. Fue consejero especial de la ciudad de São Luís entre 2000 y 2006, durante las administraciones de Jackson Lago y Tadeu Palácio. Entre 2007 y 2008 fue secretario estatal de la Juventud, y entre 2008 y 2009 secretario estatal de Deportes y Juventud en el gobierno de Jackson Lago, y posteriormente asesor especial del Ministerio de Trabajo y Empleo entre 2009 y 2011. Se postuló a la Cámara de Diputados en 2010, convirtiéndose en suplente, y en 2014 fue elegido definitivamente. En 2018, fue elegido senador en la candidatura de Flávio Dino, con quien luego se separó. El candidato a vicegobernador es Hélio Soares (PL), diputado estadual por cinco mandatos consecutivos desde 1999. El PDT lanzó la candidatura de Weverton Rocha en una convención realizada el 29 de julio.[14]

### Candidatos oficiales
| Gobernador/a                                                                             | Gobernador/a                                                                             | Gobernador/a                                                                             | Vicegobernador/a                                                                         | Vicegobernador/a                                                                         | Vicegobernador/a                                                                         | N.º                                                                                      | Coalición/Federación | Tiempo en franja |
| Candidatos                                                                               | Partido                                                                                  | Partido                                                                                  | Candidatos                                                                               | Partido                                                                                  | Partido                                                                                  | N.º                                                                                      | Coalición/Federación | Tiempo en franja |
| ---------------------------------------------------------------------------------------- | ---------------------------------------------------------------------------------------- | ---------------------------------------------------------------------------------------- | ---------------------------------------------------------------------------------------- | ---------------------------------------------------------------------------------------- | ---------------------------------------------------------------------------------------- | ---------------------------------------------------------------------------------------- | --- | ---------------- |
| Enilton Rodrigues                                                                        |                                                                                          | PSOL                                                                                     | Pedra Celestina                                                                          |                                                                                          | PSOL                                                                                     | 50                                                                                       | Federación (PSOL, REDE)                                                                                                  | 0:24             |
| Weverton Rocha                                                                           |                                                                                          | PDT                                                                                      | Hélio Soares                                                                             |                                                                                          | PL                                                                                       | 12                                                                                       | Juntos por el Trabajo PDT, PL, PTB, Republicanos, AGIR, PROS                                                             | 2:35             |
| Lahesio Bonfim                                                                           |                                                                                          | PSC                                                                                      | Gutemberg Fernandes                                                                      |                                                                                          | PSC                                                                                      | 20                                                                                       | Coraje para Cambiar Maranhão PSC, PMN                                                                                    | 0:19             |
| Edivaldo Holanda Júnior                                                                  |                                                                                          | PSD                                                                                      | Andrea Heringer                                                                          |                                                                                          | PSD                                                                                      | 55                                                                                       | Un mejor Maranhão para Todos PSD, PRTB                                                                                   | 0:57             |
| Carlos Brandão                                                                           |                                                                                          | PSB                                                                                      | Felipe Camarão                                                                           |                                                                                          | PT                                                                                       | 40                                                                                       | Por el Bien de Maranhão PSB, FE Brasil (PT, PCdoB, PV), Federação PSDB Cidadania (PSDB, Cidadania), MDB, PATRI, PP, PODE | 5:16             |
| Simplício Araújo                                                                         |                                                                                          | SD                                                                                       | Marly Tavares                                                                            |                                                                                          | SD                                                                                       | 77                                                                                       | Solidaridad | 0:27             |
| Joás Moraes                                                                              |                                                                                          | DC                                                                                       | Ricardo Medeiros                                                                         |                                                                                          | DC                                                                                       | 27                                                                                       | Democracia Cristiana |                  |
| Hertz Dias                                                                               |                                                                                          | PSTU                                                                                     | Jayro Mesquita                                                                           |                                                                                          | PSTU                                                                                     | 16                                                                                       | Partido Socialista de los Trabajadores Unificado                                                                         |                  |
| Frankle Costa                                                                            |                                                                                          | PCB                                                                                      | José Pereira Barbosa                                                                     |                                                                                          | PCB                                                                                      | 21                                                                                       | Partido Comunista Brasileño                                                                                              |                  |
| Presentación de acuerdo con la orden de propaganda electoral y representación partidaria | Presentación de acuerdo con la orden de propaganda electoral y representación partidaria | Presentación de acuerdo con la orden de propaganda electoral y representación partidaria | Presentación de acuerdo con la orden de propaganda electoral y representación partidaria | Presentación de acuerdo con la orden de propaganda electoral y representación partidaria | Presentación de acuerdo con la orden de propaganda electoral y representación partidaria | Presentación de acuerdo con la orden de propaganda electoral y representación partidaria | Presentación de acuerdo con la orden de propaganda electoral y representación partidaria                                 | Sobras: 0:02     |

     Eleito(a)

### Precandidatos
- Josimar Maranhãozinho (PL) : Alcalde de Maranhãozinho entre 2005 y 2012, diputado estadual entre 2015 y 2018 y diputado federal electo en 2019, Josimar Cunha Rodrigues retiró su candidatura el 23 de mayo, optando por la reelección a la Cámara de Diputados. Tras votar con simpatizantes del partido, declaró su apoyo a la candidatura de Weverton Rocha, y tomando el partido la candidatura a vicegobernador.[16]

## Candidatos a Senador Federal
| Senador/a                                                                                | Senador/a                                                                                | Senador/a                                                                                | Suplentes                                                                                | Suplentes                                                                                | Suplentes                                                                                | N.º                                                                                      | Coalición/Federación | Tiempo en franja |
| Candidatos                                                                               | Partido                                                                                  | Partido                                                                                  | Candidatos                                                                               | Partido                                                                                  | Partido                                                                                  | N.º                                                                                      | Coalición/Federación | Tiempo en franja |
| ---------------------------------------------------------------------------------------- | ---------------------------------------------------------------------------------------- | ---------------------------------------------------------------------------------------- | ---------------------------------------------------------------------------------------- | ---------------------------------------------------------------------------------------- | ---------------------------------------------------------------------------------------- | ---------------------------------------------------------------------------------------- | --- | ---------------- |
| Antônia Cariongo                                                                         |                                                                                          | PSOL                                                                                     | 1°: Antônio Alves                                                                        |                                                                                          | PSOL                                                                                     | 500                                                                                      | Federación (PSOL, REDE)                                                                                                  | 0:18             |
| Antônia Cariongo                                                                         | 2°: Deco Silva                                                                           | PSOL                                                                                     |                                                                                          |                                                                                          | PSOL                                                                                     | 500                                                                                      | Federación (PSOL, REDE)                                                                                                  | 0:18             |
| Roberto Rocha                                                                            |                                                                                          | PTB                                                                                      | 1°: Ildemar Gonçalves                                                                    |                                                                                          | PL                                                                                       | 145                                                                                      | Juntos por el Trabajo PDT, PL, PTB, Republicanos, AGIR, PROS                                                             | 1:34             |
| Roberto Rocha                                                                            | 2°: Heber Silva Costa                                                                    | PTB                                                                                      |                                                                                          | AGIR                                                                                     |                                                                                          |                                                                                          | Juntos por el Trabajo PDT, PL, PTB, Republicanos, AGIR, PROS                                                             | 1:34             |
| Flavio Dino                                                                              |                                                                                          | PSB                                                                                      | 1°: Ana Paula Lobato                                                                     |                                                                                          | PSB                                                                                      | 400                                                                                      | Por el Bien de Maranhão PSB, FE Brasil (PT, PCdoB, PV), Federação PSDB Cidadania (PSDB, Cidadania), MDB, PATRI, PP, PODE | 3:07             |
| Flavio Dino                                                                              | 2°: Lourdes Pereira                                                                      | PSB                                                                                      |                                                                                          | PCdoB                                                                                    |                                                                                          | 400                                                                                      | Por el Bien de Maranhão PSB, FE Brasil (PT, PCdoB, PV), Federação PSDB Cidadania (PSDB, Cidadania), MDB, PATRI, PP, PODE | 3:07             |
| Ivo Nogueira                                                                             |                                                                                          | DC                                                                                       | 1°: Ana Lucía                                                                            |                                                                                          | DC                                                                                       | 277                                                                                      | Democracia Cristiana |                  |
| Ivo Nogueira                                                                             | 2°: Celso Raposo                                                                         | DC                                                                                       |                                                                                          |                                                                                          | DC                                                                                       | 277                                                                                      | Democracia Cristiana |                  |
| Saulo Arcangeli                                                                          |                                                                                          | PSTU                                                                                     | 1°: Wagner Silva                                                                         |                                                                                          | PSTU                                                                                     | 161                                                                                      | Partido Socialista de los Trabajadores Unificado                                                                         |                  |
| Saulo Arcangeli                                                                          | 2°: Hernando Cunha                                                                       | PSTU                                                                                     |                                                                                          |                                                                                          | PSTU                                                                                     | 161                                                                                      | Partido Socialista de los Trabajadores Unificado                                                                         |                  |
| Presentación de acuerdo con la orden de propaganda electoral y representación partidaria | Presentación de acuerdo con la orden de propaganda electoral y representación partidaria | Presentación de acuerdo con la orden de propaganda electoral y representación partidaria | Presentación de acuerdo con la orden de propaganda electoral y representación partidaria | Presentación de acuerdo con la orden de propaganda electoral y representación partidaria | Presentación de acuerdo con la orden de propaganda electoral y representación partidaria | Presentación de acuerdo con la orden de propaganda electoral y representación partidaria | Presentación de acuerdo con la orden de propaganda electoral y representación partidaria                                 | Sobras: 0:01     |

     Eleito(a)

## Plan de los medios
La audiencia pública del plan de medios para la elección estatal tuvo lugar el 19 de agosto de 2022, en la sede del Tribunal Regional Electoral de Maranhão, en São Luís. Luego de la votación entre los representantes de los partidos y las federaciones de partidos (11-7), se decidió que el Grupo Mirante sería el encargado de generar la publicidad en televisión, a través de TV Mirante, y debido a que recibió menos votos, el Sistema Difusora de Comunicação sería se encargará de generar publicidad en la radio, a través del Difusor FM. La barrera electoral aprobada en 2017 excluyó a los candidatos de DC, PSTU y PCB, ya que sus partidos no cuentan con suficientes representantes en la Cámara para tener derecho a la propaganda electoral.

## Encuestas

### Gobernador
| Período  | Instituto                  | Amostragem | Brandão (PSB) | Weverton (PDT)          | Edivaldo (PSD) | Enilton (PSOL) | Lahesio (PSC) | Simplício (Sol.) | Joás (DC) | Hertz (PSTU) | Frankle (PCB) | B/N  | NS/NR | Vantagem |      |      |      |       |       |      |
| -------- | -------------------------- | ---------- | ------------- | ----------------------- | -------------- | -------------- | ------------- | ---------------- | --------- | ------------ | ------------- | ---- | ----- | -------- | ---- | ---- | ---- | ----- | ----- | ---- |
| Período  | Instituto                  | Amostragem | 10-13/08      | Data Ilha MA-05654/2022 | 2 031          | 27,4%          | 18,1%         | 9,7%             | 0,7%      | 16,3%        | 2%            | B/N  | NS/NR | Vantagem | 0,4% | 0,9% | 0,6% | 12,9% | 10,8% | 9,3% |
| 11-15/08 | Econométrica MA-01087/2022 | 1 503      | 40,7%         | 21,4%                   | 7,5%           | 0,1%           | 20,5%         | 0,3%             | 1,1%      | 0,1%         | —             | 3,8% | 4,6%  | 19,3%    |      |      |      |       |       |      |
| 07-12/08 | Exata MA-02051/2022        | 1 469      | 30%           | 29%                     | 10%            | 1%             | 16%           | 1%               | 1%        | 0%           | 0%            | 4%   | 8%    | 1%       |      |      |      |       |       |      |
| 20-23/08 | IPEC MA-06254/2022         | 800        | 28%           | 16%                     | 14%            | 1%             | 10%           | 1%               | 2%        | 0%           | 1%            | 9%   | 19%   | 12%      |      |      |      |       |       |      |
| 05-09/09 | Econométrica MA-06547/2022 | 1 490      | 44,6%         | 22,4%                   | 3,5%           | 0,2%           | 20,1%         | 0,3%             | 0,1%      | 0,1%         | 0,1%          | 6,3% | 2,1%  | 22,2%    |      |      |      |       |       |      |
| 06-10/09 | Exata MA-00511/2022        | 1 436      | 34%           | 30%                     | 8%             | 0%             | 16%           | 1%               | 1%        | 0%           | 0%            | 3%   | 7%    | 4%       |      |      |      |       |       |      |
| 09-12/09 | Data Ilha MA-06939/2022    | 2 000      | 35,9%         | 19,9%                   | 7,2%           | 0,2%           | 16,5%         | 0,7%             | 0,8%      | 0,1%         | 0,1%          | 7,7% | 11,3% | 16%      |      |      |      |       |       |      |
| 17-19/09 | IPEC MA-04923/2022         | 800        | 41%           | 20%                     | 7%             | 1%             | 16%           | 1%               | 1%        | 0%           | 1%            | 5%   | 8%    | 21%      |      |      |      |       |       |      |
| 19-25/09 | Escutec MA-04989/2022      | 2 000      | 44%           | 21%                     | 9%             | 1%             | 19%           | 1%               | 1%        | 1%           | 1%            | 2%   | 3%    | 23%      |      |      |      |       |       |      |
| 16-20/09 | Econométrica MA-04251/2022 | 1 500      | 47,4%         | 18,2%                   | 4,3%           |                | 21,9%         | 0,1%             | 0,1%      | 0,1%         | 0%            | 4,5% | 3,3%  | 25,5%    |      |      |      |       |       |      |
| 23-27/09 | Exata MA-08199/2022        | 1 450      | 39%           | 28%                     | 4%             | 0%             | 19%           | 1%               | 1%        | 0%           | 0%            | 4%   | 4%    | 11%      |      |      |      |       |       |      |
| 23-27/09 | Econométrica MA-01620/2022 | 1 500      | 47,4%         | 19,9%                   | 3,1%           | 0%             | 20,6%         | 0,1%             | 0,2%      | 0,1%         | 0,1%          | 5,3% | 3,1%  | 26,8%    |      |      |      |       |       |      |
| 28-30/09 | IPEC MA-03514/2022         | 800        | 45%           | 20%                     | 5%             | 0%             | 22%           | 1%               | 1%        | 0%           | 0%            | 3%   | 4%    | 23%      |      |      |      |       |       |      |

### Senador Federal

Candidato más votado por municipio (217):
Flavio Dino (191 municipios)
Roberto Rocha (26 municipios)

| Período  | Instituto                  | Amostragem | Dino (PSB) | Rocha (PTB)                | Antônia (PSOL) | Ivo (DC) | Saulo (PSTU) | B/N   | NS/NR | Vantagem |      |      |      |      |      |       |
| -------- | -------------------------- | ---------- | ---------- | -------------------------- | -------------- | -------- | ------------ | ----- | ----- | -------- | ---- | ---- | ---- | ---- | ---- | ----- |
| Período  | Instituto                  | Amostragem | 11-15/08   | Econométrica MA-01087/2022 | 1 503          | 52,4%    | 28,3%        | B/N   | NS/NR | Vantagem | 0,9% | 0,8% | 0,3% | 7,7% | 8,8% | 24,1% |
| 07-12/08 | Exata MA-02051/2022        | 1 469      | 54%        | 28%                        | 2%             | 3%       | 2%           | 6%    | 5%    | 26%      |      |      |      |      |      |       |
| 20-23/08 | IPEC MA-06254/2022         | 800        | 50%        | 21%                        | 1%             | 4%       | 2%           | 8%    | 15%   | 29%      |      |      |      |      |      |       |
| 05-09/09 | Econométrica MA-06547/2022 | 1 490      | 55%        | 27%                        | 0,9%           | 2,3%     | 0,3%         | 5,4%  | 9%    | 28%      |      |      |      |      |      |       |
| 06-10/09 | Exata MA-00511/2022        | 1 436      | 57%        | 23%                        | 2%             | 5%       | 1%           | 6%    | 6%    | 34%      |      |      |      |      |      |       |
| 09-12/09 | Data Ilha MA-06939/2022    |            | 55,1%      | 23,4%                      | 0,9%           | 4,2%     | 1,3%         | 10,7% | 4,5%  | 31,7%    |      |      |      |      |      |       |
| 17-19/09 | IPEC MA-04923/2022         | 800        | 59%        | 21%                        | 2%             | 4%       | 2%           | 5%    | 8%    | 38%      |      |      |      |      |      |       |
| 19-25/09 | Escutec MA-04989/2022      | 2 000      | 57%        | 25%                        | 1%             | 4%       | 2%           | 4%    | 7%    | 32%      |      |      |      |      |      |       |
| 16-20/09 | Econométrica MA-04251/2022 | 1 500      | 56,1%      | 27,6%                      | 0,5%           | 2,9%     | 0,3%         | 4,8%  | 7,9%  | 28,5%    |      |      |      |      |      |       |
| 23-27/09 | Exata MA-08199/2022        | 1 450      | 56%        | 26%                        | 1%             | 4%       | 1%           | 6%    | 6%    | 30%      |      |      |      |      |      |       |
| 23-27/09 | Econométrica MA-01620/2022 | 1 500      | 57,3%      | 28,9%                      | 0,3%           | 2,1%     | 0,2%         | 4,9%  | 6,4%  | 28,4%    |      |      |      |      |      |       |
| 28-30/09 | IPEC MA-03514/2022         | 800        | 58%        | 28%                        | 2%             | 3%       | 1%           | 4%    | 4%    | 30%      |      |      |      |      |      |       |

## Debates

### Gobernador
Entre los organizadores de los debates para gobernador, solo TV Difusora, TV Guará y el portal Imperatriz Online invitaron a todos los competidores. Imirante.com y TV Cidade convocaron únicamente a los 7 candidatos mejor posicionados en las encuestas electorales, y TV Mirante invitó a los candidatos con la representación mínima en la Cámara de Diputados exigida por la ley. TV Guará canceló su debate luego de que los candidatos Brandão, Lahesio y Edivaldo, que ocupaban los primeros puestos en las encuestas de intención de voto, no confirmaran su presencia, y el debate que TV Difusora había programado para el 23 de septiembre fue cancelado por incompatibilidad del horario para el que había sido programado con el horario de su red, SBT, y el horario electoral.
El candidato Brandão se perdió el debate promovido por TV Difusora el 18 de agosto, considerando que la emisora "no es neutral " en su línea editorial, y los debates en TV Cidade y Imperatriz Online, prefiriendo realizar otros actos de campaña. Edivaldo se ausentó de los debates de Imirante.com e Imperatriz Online para realizar participar en otras actividades de campaña, y del debate de TV Cidade tras ser hospitalizado para tratarse unos cálculos renales. Lahesio se perdió el debate de Imperatriz Online para cumplir con otros actos de campaña. Joás estuvo ausente del debate de TV Difusora el 18 de agosto tras problemas de viaje a São Luís, que hicieron inviable su participación en el debate.
| Fecha        | Organizadora                                  | Mediador                 | Brandão (PSB)            | Weverton (PDT)           | Edivaldo (PSD)           | Enilton (PSOL)           | Lahesio (PSC)            | Simplício (SD)           | Joás (DC)                | Hertz (PSTU)             | Frankle (PCB)            |
| ------------ | --------------------------------------------- | ------------------------ | ------------------------ | ------------------------ | ------------------------ | ------------------------ | ------------------------ | ------------------------ | ------------------------ | ------------------------ | ------------------------ |
| 18/08, 12 h  | Rede Difusora, Difusora FM, Difusora On       | Adalberto Melo           | A                        | P                        | P                        | P                        | P                        | P                        | A                        | P                        | P                        |
| 09/01, 20:30 | Imirante.com                                  | Clóvis Cabalau           | P                        | P                        | A                        | P                        | P                        | P                        | P                        | NI                       | NI                       |
| 14/9, 18:00  | TV Cidade, SuaCidade.com                      | Patrícia Costa           | A                        | P                        | A                        | P                        | P                        | P                        | P                        | NI                       | NI                       |
| 18/9, 21:00  | Imperatriz Online, Difusora FM, Nativa FM     | Monica Brandão           | A                        | P                        | A                        | P                        | A                        | P                        | P                        | P                        | P                        |
| 22/9, 22:00  | TV Guará, Rádio Guará, Massa FM, Portal Guará | Cancelado por la emisora | Cancelado por la emisora | Cancelado por la emisora | Cancelado por la emisora | Cancelado por la emisora | Cancelado por la emisora | Cancelado por la emisora | Cancelado por la emisora | Cancelado por la emisora | Cancelado por la emisora |
| 23/9, 19:20  | Rede Difusora, Difusora FM, Difusora On       | Cancelado por la emisora | Cancelado por la emisora | Cancelado por la emisora | Cancelado por la emisora | Cancelado por la emisora | Cancelado por la emisora | Cancelado por la emisora | Cancelado por la emisora | Cancelado por la emisora | Cancelado por la emisora |
| 27/09, 22:30 | Rede Mirante, G1                              | Paulo Renato Soares      | P                        | P                        | P                        | P                        | P                        | P                        | NI                       | NI                       | NI                       |

### Senador Federal
Entre los organizadores de debates para senadores, TV Cidade fue el único que estableció criterios para invitar candidatos, optando por convocar solo a aquellos con puntajes superiores al 3% en las encuestas. La candidata Antonia se opuso a este criterio, ya que el PSOL tenía suficiente representación en la Cámara, y presentó un amparo en la TRE-MA. Tras recibir el amparo con el debate ya en marcha, TV Cidade autorizó el ingreso de la candidata, quien, sin embargo, aprovechó su momento de intervención para retirarse en señal de protesta. El candidato Dino estuvo ausente de todos los debates realizados, optando por realizar otras actividades de campaña.
| Fecha        | Organizadores                           | Mediador       | Dino (PSB) | Rocha (PTB) | Antônia (PSOL) | Ivo (DC) | Saulo (PSTU) |
| ------------ | --------------------------------------- | -------------- | ---------- | ----------- | -------------- | -------- | ------------ |
| 25/08, 12h   | Rede Difusora, Difusora FM, Difusora On | Adalberto Melo | A          | P           | P              | P        | P            |
| 09/01, 22h   | TV Guará, Rádio Guará, Portal Guará     | Hugo Reis      | A          | P           | P              | P        | P            |
| 13/09, 18:00 | TV Cidade, SuaCidade.com                | Patrícia Costa | A          | P           | NI             | P        | NI           |
| 15/09, 20:30 | Imirante.com                            | Carla Lima     | A          | P           | P              | P        | P            |

## Resultados

### Gobernador
| Candidatos                | Candidatos                | Candidatos                 | Votos     | %      |
| Gobernador                | Gobernador                | Vicegobernador/a           | Votos     | %      |
| ------------------------- | ------------------------- | -------------------------- | --------- | ------ |
|                           | Carlos Brandao (PSB)      | Felipe Camarao (PT)        | 1,769,187 | 51,29  |
|                           | Lahesio Bonfim (PSC)      | Gutemberg Fernandes (PSC)  | 857,744   | 24,87  |
|                           | Weverton Rocha (PDT)      | Hélio Soares (PL)          | 714,352   | 20,71  |
|                           | Edivaldo Holanda (PSD)    | Andrea Heringer (PSD)      | 86,573    | 2,51   |
|                           | Enilton Rodrigues (PSOL)  | Piedra Celestina (PSOL)    | 7,135     | 0,21   |
|                           | Hertz Dias (PSTU)         | Jayro Mesquita (PSTU)      | 5,191     | 0,15   |
|                           | Simplício Araújo (SD)     | Marly Tavares (SD)         | 5,009     | 0,15   |
|                           | Joás Moraes (DC)          | Ricardo Medeiros (DC)      | 2,310     | 0,07   |
|                           | Frankle Costa (PCB)       | José Pereira Barbosa (PCB) | 1889      | 0,05   |
|                           |                           |                            |           |        |
| Votos válidos             | Votos válidos             | Votos válidos              | 3.449.390 | 88,03  |
| Votos en blanco           | Votos en blanco           | Votos en blanco            | 120,774   | 3,09   |
| Votos nulos               | Votos nulos               | Votos nulos                | 348,048   | 8,88   |
| Total                     | Total                     | Total                      | 3,918,212 | 100,00 |
| Registrados/Participación | Registrados/Participación | Registrados/Participación  | 5,036,730 | 77,79  |

### Senador Federal
| Candidato(a)              | Candidato(a)              | Votos     | %      |
| ------------------------- | ------------------------- | --------- | ------ |
|                           | Flávio Dino (PSB)         | 2.125.811 | 62,41  |
|                           | Roberto Rocha (PTB)       | 1.211.174 | 35,56  |
|                           | Antônia Cariongo (PSOL)   | 34.294    | 1,01   |
|                           | Ivo Nogueira (DC)         | 24.875    | 0,73   |
|                           | Saulo Arcangeli (PSTU)    | 10.206    | 0,30   |
|                           |                           |           |        |
| Votos válidos             | Votos válidos             | 3.406.360 | 86,94  |
| Votos en blanco           | Votos en blanco           | 201.383   | 5,14   |
| Votos nulos               | Votos nulos               | 310.469   | 7,92   |
| Total                     | Total                     | 3.918.212 | 100,00 |
| Registrados/Participación | Registrados/Participación | 5.036.730 | 77,29  |

### Diputados federales electos
Maranhão tenía 318 candidatos elegibles para postularse para 18 de los 513 escaños de diputados federales en la Cámara de Diputados de Brasil. Con la reforma política que se llevó a cabo en 2017, no hubo coaliciones proporcionales, es decir, los candidatos representaban solo sus siglas y elegían a sus grupos individualmente.
| Candidato(a) | Candidato(a)              | Partido           | Votos   | Ciudad de origen | Estado             |
| ------------ | ------------------------- | ----------------- | ------- | ---------------- | ------------------ |
|              | Maria Deusdete            | PL                | 161.206 | Cariús           | Ceará              |
|              | Pedro Lucas Fernandes     | UNIÃO             | 159.786 | São Luís         | Maranhão           |
|              | Josimar Maranhãozinho     | PL                | 158.360 | Várzea Alegre    | Ceará              |
|              | Juscelino Filho           | UNIÃO             | 142.419 | São Luís         | Maranhão           |
|              | André Fufuca              | PP                | 135.078 | Santa Inês       | Maranhão           |
|              | Aluísio Mendes            | PSC               | 126.577 | Belo Horizonte   | Minas Gerais       |
|              | Júnior Marreca Filho      | PATRI             | 116.246 | São Luís         | Maranhão           |
|              | Duarte Júnior             | PSB               | 111.019 | Río de Janeiro   | Río de Janeiro     |
|              | Amanda Gentil             | PP                | 108.699 | Caxias           | Maranhão           |
|              | Márcio Jerry              | PCdoB (FE Brasil) | 106.143 | Colinas          | Maranhão           |
|              | Roseana Sarney            | MDB               | 97.008  | São Luís         | Maranhão           |
|              | Fábio Macedo              | PODE              | 95.270  | Dom Pedro        | Maranhão           |
|              | Júnior Lourenço           | PL                | 93.123  | São Luís         | Maranhão           |
|              | Rubens Pereira Júnior     | PT (FE Brasil)    | 91.872  | São Luís         | Maranhão           |
|              | Josivaldo dos Santos Melo | PSD               | 79.699  | Jacundá          | Pará               |
|              | Cléber Verde              | Republicanos      | 70.275  | Santa Luzia      | Maranhão           |
|              | Gildenemir de Lima Sousa  | PL                | 69.530  | Monção           | Maranhão           |
|              | Márcio Honaiser           | PDT               | 54.547  | Carazinho        | Río Grande del Sur |

     Reelegido     Elegido por cociente electoral

#### Resultados por partido
| N.º                       | Partido                                                 | Votos     | %      | Escaños | ±           |
| ------------------------- | ------------------------------------------------------- | --------- | ------ | ------- | ----------- |
| 22                        | Partido Liberal (PL)                                    | 626.039   | 16,87  | 4       | 1           |
| 44                        | Unión Brasil (UNIÃO)                                    | 374.204   | 10,09  | 2       | Sin cambios |
| 11                        | Progresistas (PP)                                       | 304.434   | 8,21   | 2       | 1           |
| 15                        | Movimento Democrático Brasileiro (MDB)                  | 301.583   | 8,13   | 1       | 1           |
| 40                        | Partido Socialista Brasileiro (PSB)                     | 277.012   | 7,47   | 1       | Sin cambios |
| 20                        | Partido Social Cristiano (PSC)                          | 235.561   | 6,35   | 1       | Sin cambios |
| 51                        | Patriota (PATRI)                                        | 231.636   | 6,24   | 1       | Sin cambios |
| 55                        | Partido Social Democrático (PSD)                        | 230.912   | 6,22   | 1       | 1           |
| 13                        | Partido de los Trabajadores (PT)                        | 224.298   | 6,05   | 1       | 1           |
| 19                        | Podemos (PODE)                                          | 222.975   | 6,01   | 1       | 1           |
| 10                        | Republicanos (REP)                                      | 189.824   | 5,12   | 1       | 1           |
| 12                        | Partido Democrático Laborista (PDT)                     | 183.387   | 4,94   | 1       | 1           |
| 65                        | Partido Comunista de Brasil (PCdoB)                     | 178.248   | 4,80   | 1       | Sin cambios |
| 23                        | Ciudadanía (Cidadania)                                  | 63.066    | 1,70   | 0       | Sin cambios |
| 70                        | Avante (AVANTE)                                         | 8.162     | 0,22   | 0       | Sin cambios |
| 90                        | Partido Republicano de Orden Social (PROS)              | 8.069     | 0,22   | 0       | Sin cambios |
| 36                        | Actuar (AGIR-36)                                        | 7.531     | 0,20   | 0       | Sin cambios |
| 30                        | Partido Nuevo (NOVO)                                    | 6.755     | 0,18   | 0       | Sin cambios |
| 50                        | Partido Socialismo y Libertad (PSOL)                    | 5.817     | 0,16   | 0       | Sin cambios |
| 43                        | Partido Verde (PV)                                      | 4.806     | 0,13   | 0       | Sin cambios |
| 14                        | Partido Laborista Brasileiro (PTB)                      | 4.697     | 0,13   | 0       | Sin cambios |
| 45                        | Partido de la Social Democracia Brasileña (PSDB)        | 3.449     | 0,09   | 0       | Sin cambios |
| 16                        | Partido Socialista de los Trabajadores Unificado (PSTU) | 2.819     | 0,08   | 0       | Sin cambios |
| 27                        | Democracia Cristiana (DC)                               | 2.315     | 0,06   | 0       | Sin cambios |
| 77                        | Solidaridad (SD)                                        | 2.197     | 0,06   | 0       | Sin cambios |
| 28                        | Partido Renovador Laborista Brasileño (PRTB)            | 2.023     | 0,05   | 0       | Sin cambios |
| 35                        | Partido de la Mujer Brasileña (PMB)                     | 1.691     | 0,05   | 0       | Sin cambios |
| 18                        | Red de Sostenibilidad (REDE)                            | 1.593     | 0,04   | 0       | Sin cambios |
| 21                        | Partido Comunista Brasileño (PCB)                       | 1.182     | 0,03   | 0       | Sin cambios |
| 29                        | Partido de la Causa Obrera (PCO)                        | 213       | 0,01   | 0       | Sin cambios |
|                           |                                                         |           |        |         |             |
| Votos válidos             | Votos válidos                                           | 3.710.277 | 94,69  |         |             |
| Votos en blanco           | Votos en blanco                                         | 132.888   | 3,39   |         |             |
| Votos nulos               | Votos nulos                                             | 75.047    | 1,92   |         |             |
| Total                     | Total                                                   | 3.918.212 | 100,00 | 18      | Sin cambios |
| Registrados/Participación | Registrados/Participación                               | 5.036.730 | 77,79  |         |             |
| Fuente:                   |                                                         |           |        |         |             |

### Diputados estatales electos
Maranhão tenía 523 candidatos elegibles para postularse para 42 diputados estatales en la Asamblea Legislativa de Maranhão. Al igual que en las elecciones a diputados federales, no hubo coaliciones proporcionales.
| Candidato(a) | Candidato(a)        | Partido           | Votos   | Ciudad de origen | Estado       |
| ------------ | ------------------- | ----------------- | ------- | ---------------- | ------------ |
|              | Iracema Vale        | PSB               | 104.729 | São Luís         | Maranhão     |
|              | Othelino Neto       | PCdoB (FE Brasil) | 84.815  | São Luís         | Maranhão     |
|              | Carlos Lula         | PSB               | 80.828  | São Luís         | Maranhão     |
|              | Davi Brandão        | PSB               | 67.392  | Bacabal          | Maranhão     |
|              | Florêncio Neto      | PSB               | 56.100  | Bacabal          | Maranhão     |
|              | Fabiana Vilar       | PL                | 55.314  | Várzea Alegre    | Ceará        |
|              | Solange Almeida     | PL                | 55.193  | Monção           | Maranhão     |
|              | Francisco Nagib     | PSB               | 53.125  | Codó             | Maranhão     |
|              | Mical Damasceno     | PSD               | 52.123  | Anajatuba        | Maranhão     |
|              | Neto Evangelista    | UNIÃO             | 50.923  | São Luís         | Maranhão     |
|              | Aluizio Santos      | PL                | 50.770  | Chapadinha       | Maranhão     |
|              | Osmar Filho         | PDT               | 50.117  | São Luís         | Maranhão     |
|              | Rafael Leitoa       | PSB               | 49.798  | Teresina         | Piauí        |
|              | Dra. Vivianne       | PDT               | 49.202  | Uruçuí           | Piauí        |
|              | Andreia Rezende     | PSB               | 48.186  | São Luís         | Maranhão     |
|              | Rildo Amaral        | PP                | 48.090  | Imperatriz       | Maranhão     |
|              | Abigail             | PL                | 48.025  | São Francisco    | Minas Gerais |
|              | Daniella            | PSB               | 47.277  | Presidente Dutra | Maranhão     |
|              | Edna Silva          | Patriota          | 46.248  | Santa Luzia      | Maranhão     |
|              | Glalbert Cutrim     | PDT               | 45.134  | São Luís         | Maranhão     |
|              | Guilherme Paz       | Patriota          | 44.844  | Codó             | Maranhão     |
|              | Rodrigo Lago        | PCdoB (FE Brasil) | 43.292  | São Luís         | Maranhão     |
|              | Fernando Braide     | PSC               | 42.506  | São Luís         | Maranhão     |
|              | Ricardo Arruda      | MDB               | 42.056  | Santos Dumont    | Minas Gerais |
|              | Dr. Yglésio         | PSB               | 42.009  | São Luís         | Maranhão     |
|              | Eric Costa          | PSD               | 40.629  | Barra do Corda   | Maranhão     |
|              | Ariston Ribeiro     | PSB               | 40.236  | Pastos Bons      | Maranhão     |
|              | Arnaldo Melo        | PP                | 39.546  | Codó             | Maranhão     |
|              | Claudio Cunha       | PL                | 39.104  | Apicum-Açu       | Maranhão     |
|              | Janaina Ramos       | Republicanos      | 38.927  | Imperatriz       | Maranhão     |
|              | Antônio Pereira     | PSB               | 38.329  | Teixeira         | Paraíba      |
|              | Hemetério Weba      | PP                | 37.709  | Santa Helena     | Maranhão     |
|              | Cláudia Coutinho    | PDT               | 37.435  | Caxias           | Maranhão     |
|              | Júnior França       | PP                | 35.820  | Santa Inês       | Maranhão     |
|              | Juscelino Marreca   | Patriota          | 35.567  | Santa Luzia      | Maranhão     |
|              | Roberto Costa       | MDB               | 34.156  | Recife           | Pernambuco   |
|              | Ricardo Rios        | PCdoB (FE Brasil) | 29.304  | São Luís         | Maranhão     |
|              | Júlio Mendonça      | PCdoB (FE Brasil) | 29.028  | Viana            | Maranhão     |
|              | Ana do Gás          | PCdoB (FE Brasil) | 27.425  | São Luís         | Maranhão     |
|              | Leandro Bello       | PODE              | 25.064  | Timon            | Maranhão     |
|              | Júnior Cascaria     | PODE              | 24.910  | Poção de Pedras  | Maranhão     |
|              | Wellington do Curso | PSC               | 24.800  | Teresina         | Piauí        |

     Reelegido
     Elegido por cociente electoral

#### Resultados por partido
| N.º                       | Partido                                                 | Votos     | %      | Escaños | ±           |
| ------------------------- | ------------------------------------------------------- | --------- | ------ | ------- | ----------- |
| 40                        | Partido Socialista Brasileño (PSB)                      | 861.799   | 23,28  | 11      | 1           |
| 22                        | Partido Liberal (PL)                                    | 381.909   | 10,32  | 5       | 1           |
| 11                        | Progresistas (PP)                                       | 341.747   | 9,23   | 4       | 2           |
| 12                        | Partido Democrático Laborista (PDT)                     | 333.171   | 9,00   | 4       | 1           |
| 65                        | Partido Comunista de Brasil (PCdoB)                     | 244.045   | 6,59   | 5       | Sin cambios |
| 51                        | Patriota (PATRI)                                        | 232.583   | 6,28   | 3       | 3           |
| 55                        | Partido Social Democrático (PSD)                        | 207.320   | 5,60   | 2       | 2           |
| 15                        | Movimento Democrático Brasileño (MDB)                   | 202.326   | 5,47   | 2       | Sin cambios |
| 19                        | Podemos (PODE)                                          | 175.894   | 4,75   | 2       | 1           |
| 20                        | Partido Social Cristiano (PSC)                          | 144.517   | 3,90   | 2       | 1           |
| 13                        | Partido de los Trabajadores (PT)                        | 128.413   | 3,47   | 0       | 1           |
| 10                        | Republicanos (REP)                                      | 91.045    | 2,46   | 1       | 1           |
| 44                        | Unión Brasil (UNIÃO)                                    | 72.612    | 1,96   | 1       | Sin cambios |
| 45                        | Partido de la Social Democracia Brasileña (PSDB)        | 57.346    | 1,55   | 0       | Sin cambios |
| 90                        | Partido Republicano de Orden Social (PROS)              | 54.123    | 1,46   | 0       | Sin cambios |
| 43                        | Partido Verde (PV)                                      | 49.872    | 1,35   | 0       | 2           |
| 14                        | Partido Laborista Brasileiro (PTB)                      | 28.868    | 0,78   | 0       | Sin cambios |
| 36                        | Actuar (AGIR-36)                                        | 28.587    | 0,77   | 0       | Sin cambios |
| 28                        | Partido Renovador Laborista Brasileño (PRTB)            | 25.476    | 0,69   | 0       | Sin cambios |
| 23                        | Ciudadanía (Cidadania)                                  | 8.203     | 0,22   | 0       | Sin cambios |
| 50                        | Partido Socialismo y Libertad (PSOL)                    | 7.798     | 0,21   | 0       | Sin cambios |
| 35                        | Partido de la Mujer Brasileña (PMB)                     | 5.516     | 0,15   | 0       | Sin cambios |
| 16                        | Partido Socialista de los Trabajadores Unificado (PSTU) | 3.185     | 0,09   | 0       | Sin cambios |
| 27                        | Democracia Cristiana (DC)                               | 3.104     | 0,08   | 0       | Sin cambios |
| 18                        | Red de Sostenibilidad (REDE)                            | 1.400     | 0,04   | 0       | Sin cambios |
| 29                        | Partido de la Causa Obrera (PCO)                        | 177       | 0,00   | 0       | Sin cambios |
|                           |                                                         |           |        |         |             |
| Votos válidos             | Votos válidos                                           | 3.701.453 | 94,97  |         |             |
| Votos en blanco           | Votos en blanco                                         | 136.366   | 3,48   |         |             |
| Votos nulos               | Votos nulos                                             | 80.393    | 2,05   |         |             |
| Total                     | Total                                                   | 3.918.212 | 100,00 | 42      | Sin cambios |
| Registrados/Participación | Registrados/Participación                               | 5.036.730 | 77,79  |         |             |
| Fuente:                   |                                                         |           |        |         |             |